# Поверхность Тольятти
Поверхность Тольятти — алгебраическая поверхность пятой степени с 31 особой точкой (максимально возможное число среди поверхностей пятой степени).

## История
Описана итальянским математиком Эудженио Тольятти в 1940 году.
Тольятти построил пример для 31 особенности (двойных точек). В 1979 году Арно Бовиль доказал, что это максимальное возможное количество особенностей.
В 1993 году ван Стратен (van Straten) нашёл трёхмерные решения уравнения, а Барт (Barth) в 1994 году построил конкретный пример, который носит название «дервиш».